# Castello di Annone
Castello di Annone est une commune italienne de la province d'Asti, dans la région Piémont.

## Administration
| Période                                  | Période | Identité | Étiquette | Qualité |
| ---------------------------------------- | ------- | -------- | --------- | ------- |
|                                          |         |          |           |         |
| Les données manquantes sont à compléter. |         |          |           |         |

### Hameaux
Alberoni, Bordoni, Crocetta, Monfallito, Poggio

### Communes limitrophes
Asti, Cerro Tanaro, Quattordio, Refrancore, Rocca d'Arazzo, Rocchetta Tanaro.